# Пицени
Пицените (Picentes, Piceni, Picentini), са италийско племе, населявало областта Пиценум, стара територия в Древен Рим и родно място на Помпей Велики и баща му Гней Помпей Страбон.
Пиценум се намира южно от Умбрия на Адриатическо море. Жителите, наричани пицени, (името идва от picus, кълвач, свещената птица на Марс; техен епоним е божеството Пик), принадлежат към сабелийската племенна народност и са смятани за мекушави и невойнствени.
Пицените сключват през 299 пр.н.е. съюз с Рим, но отпадат от него през 269, но в боевете 268 пр.н.е. са победени от консулите Публий Семпроний Соф и Апий Клавдий Рус. След превземането на тяхната столица Аскулум попадат под римско господство. Съюзническата война 90 – 89, в която пицените участват успешно, им донася получаването на римско гражданство.
Най-значителните градове на пицените по време на римското господство са на брега:
Анкона (колония на Сиракуза), Фирмум и Каструм Новум (265 пр.н.е. основан от римляните); във вътрешността: Аскулум, Урбс Салвия и Интерамниум.